# Craménil
Craménil is een gemeente in het Franse departement Orne (regio Normandië) en telt 163 inwoners (2004). De plaats maakt deel uit van het arrondissement Argentan.

## Geografie
De oppervlakte van Craménil bedraagt 8,2 km², de bevolkingsdichtheid is 19,9 inwoners per km².
De onderstaande kaart toont de ligging van Craménil met de belangrijkste infrastructuur en aangrenzende gemeenten.

## Demografie
Onderstaande figuur toont het verloop van het inwonertal (bron: INSEE-tellingen).